# Peckia enderleini
Peckia enderleini är en tvåvingeart som först beskrevs av Engel 1931.  Peckia enderleini ingår i släktet Peckia och familjen köttflugor.
Artens utbredningsområde är Bolivia. Inga underarter finns listade i Catalogue of Life.